# Висока (град)
Висока (пољ. Wysoka) град је у Пољској у Војводству великопољском. По подацима из 2012. године број становника у месту је био 2.742.
.

## Становништво
| 2012. |
| ----- |
| 2.742 |